# Nāḩiyat Markaz Izra‘
Nāḩiyat Markaz Izra‘ (arabiska: ناحية مركز ازرع) är ett subdistrikt i Syrien.   Det ligger i provinsen Dar'a, i den sydvästra delen av landet, 70 km söder om huvudstaden Damaskus.
Omgivningarna runt Nāḩiyat Markaz Izra‘ är i huvudsak ett öppet busklandskap. Runt Nāḩiyat Markaz Izra‘ är det ganska tätbefolkat, med 96 invånare per kvadratkilometer.